# Cylindrocolla
Cylindrocolla is een geslacht van schimmels uit de familie Calloriaceae. De typesoort is Cylindrocolla urticae.

## Soorten
Volgens Index Fungorum telt het geslacht 28 soorten (peildatum maart 2022):
| Soortnaam                   | Auteur(s)                      | Publicatiejaar |
| --------------------------- | ------------------------------ | -------------- |
| Cylindrocolla acicola       | Jaap                           | 1916           |
| Cylindrocolla acuum         | Ellis & Everh.                 | 1894           |
| Cylindrocolla alba          | (Sacc. & Roum.) Sacc.          | 1882           |
| Cylindrocolla aurantia      | P. Karst.                      | 1887           |
| Cylindrocolla bigeloviae    | Ellis & Everh.                 | 1897           |
| Cylindrocolla caesia        | E. Bommer, M. Rousseau & Sacc. | 1906           |
| Cylindrocolla corticioides  | Sacc.                          | 1903           |
| Cylindrocolla corticola     | P. Karst.                      | 1889           |
| Cylindrocolla cylindrophora | Ellis & Everh.                 | 1886           |
| Cylindrocolla dendroctoni   | Peck                           | 1896           |
| Cylindrocolla diffluens     | Ellis & Everh.                 | 1887           |
| Cylindrocolla dubia         | Sacc.                          | 1886           |
| Cylindrocolla episphaeria   | Höhn.                          | 1924           |
| Cylindrocolla faecalis      | Fairm.                         | 1920           |
| Cylindrocolla flagellaris   | Ellis & Everh.                 | 1896           |
| Cylindrocolla fugax         | Sacc.                          | 1920           |
| Cylindrocolla graminea      | P. Karst.                      | 1888           |
| Cylindrocolla lactea        | Sacc. & Ellis                  | 1882           |
| Cylindrocolla longispora    | Sousa da Câmara                | 1946           |
| Cylindrocolla macrospora    | Aramb. & Gamundí               | 1981           |
| Cylindrocolla moravica      | Petr.                          | 1934           |
| Cylindrocolla musicola      | Speg.                          | 1910           |
| Cylindrocolla puiggarii     | Speg.                          | 1918           |
| Cylindrocolla quercina      | Cooke & Ellis                  | 1887           |
| Cylindrocolla roseola       | Bres.                          | 1915           |
| Cylindrocolla stuhlmannii   | Allesch.                       | 1895           |
| Cylindrocolla succinea      | Sacc. & Penz.                  | 1882           |
| Cylindrocolla tenuis        | P. Karst.                      | 1888           |